# 血源诅咒
《血源诅咒》（又译作）是一款由From Software与索尼電腦娛樂日本工作室合作开发并由索尼电脑娱乐发行在PlayStation 4平台上的动作角色扮演游戏。本作被视为是《黑暗靈魂》系列的精神续作，游戏延续了以巨大的难度和挑战性为特点。
《血源诅咒》的游戏总监宫崎英高对本作概括的关键词是“探索未知”和“死鬥感”。前者不仅包括对地图的探索，还包括对攻略方法、战术、角色培养等方面的研究（探索）的含义。而后者是指玩家在需要与可怕强大的敌人进行拼死决斗，并且在战斗中也更强调角色的主动性。
《血源诅咒》于2014年E3游戏展的索尼展前发布会上正式公布，在经过一次延期后于2015年3月24日起在全球上市，并获得了业界的好评。遊戲的追加下載內容《遠古獵人》（The Old Hunters）於2015年11月24日推出，包含新的劇情、場景、敵人和裝備。

## 劇情
位於遙遠東方，人煙罕至的山區中有一古都「雅南（Yharnam）」，眾所皆知是個被詛咒的城市，自古流傳著「野獸瘟疫」的奇特地方性疾病。如同病名，罹病患者將成為喪失心智的野獸。然而，在這瘟疫肆虐的城市，相傳也有能根治此病的醫療技術，大量患者長途跋涉至此尋求解方，而主角也是其中一人。

## 开发
《血源诅咒》由开发了《恶魔靈魂》以及《黑暗靈魂》系列的From Software作为主要开发商，索尼電腦娛樂的日本工作室协助开发并由索尼電腦娛樂发行。《血源诅咒》的开发始于在2012年8月发售的《黑暗靈魂》完整版之后，索尼方面与From Software接触，希望双方可以合作开发一款游戏；而系列的创意总监宮崎英高寻求希望可以开发一款面向次世代主机的游戏作品；而《血源诅咒》的概念企划正是从这个时候开始的。本作并没有与From Software之前所制作的《恶魔靈魂》以及《黑暗靈魂》有任何关联，不过宮崎英高还是考虑在本作中融入“《恶魔靈魂》的DNA及其独到的关卡设计”。而本作的开发阶段是与《黑暗靈魂II》的开发同时进行的。
《血源诅咒》所展现的维多利亚哥特设定风格有一部分是源自小说《德古拉》。宮崎英高希望把游戏的故事设定在像小说中的那个时代。此外宮崎英高還偏好洛夫克拉夫特的克蘇魯神話系列中那些超現實恐怖故事，他也將這些元素融入到遊戲當中。宮崎希望将游戏中的所有元素都尽可能地细节化展现给玩家，因此他感觉到这样的要求只有次世代主机才能做到，这也是本作并没有成为一款跨世代平台的游戏而是PlayStation 4平台的独占游戏的原因之一 。
在2014年5月，本作的几张截图被泄露，而本作的开发代号“野兽计划”（Project Beast）也被曝光。很多媒体和玩家都认为这会是与《恶魔靈魂》有关的作品，但稍后宫崎英高出面说明本作从没有被当做是《恶魔靈魂II》来制作，因为索尼方面希望的是可以为PlayStation 4带来全新的作品。然而在往後粉絲對遊戲檔案的拆解中，發現作為遊戲頭目之一的蓋斯柯恩神父有句未使用的台詞提及了《惡魔靈魂》中的聖職禱告詞「Umbasa」，因此可以理解為遊戲的初期計畫仍與《惡魔靈魂》有某種程度的聯繫。

## 评价
《血源诅咒》获得了业界的优秀口碑，在GameRankings上基于69篇评价获得了90.93%的高评价，而在Metacritic上基于96篇评价获得了92分（满分100）的高分。中国大陆的《游戏机实用技术》杂志打出28/30分，称赞游戏能让核心和大众玩家都体验到游戏的乐趣。

## 推广与营销
索尼为《血源诅咒》的推广与丹麦的GivBlod组织合作在当地推出了“捐血换游戏”的活动，每位捐血者可以获得一份免费的《血源诅咒》游戏，或一份其他指定的PlayStation 4游戏。
《血源诅咒》在日本首发第一周便卖出了152,567份实体版游戏，为日本当周最热卖的游戏。在英国，游戏首发后以22,500份仅次于《战地：硬仗》销售排名第二。在北美地区，尽管《血源诅咒》发售时已经接近月底，它仍成为三月份第二畅销的游戏。2015年4月5日，索尼公司与From Software宣布《血源诅咒》在全球已销售超过100万份，到9月时，其销售数量已超过200万份。而早在发售之初，索尼便表明游戏的销量远超过了他们的预期。
| 公布时间   | 销量    | 备注 |
| ---------- | ------- | ---- |
| 2015-04-14 | 100万份 | -    |
| 2015-09-05 | 200万份 | -    |

## 中文版及争议
《血源诅咒》提供了繁体中文字幕版，配备英文语音；以及虽然未在中国大陆上市，但也配置有简体中文字幕可选。
简繁中文两个版本翻译文本存在巨大差异，使得玩家群体出现抱怨与比对。例如游戏重要道具的「3本目のへその緒」，繁中版作「第三臍帶」，简中作「三分之一脐带」。